# Gregoria Mariska Tunjung
Gregoria Mariska Tunjung Cahyaningsih (Wonogiri, 11 de agosto de 1999) é uma jogadora de badmínton indonésia.

## Carreira
Em 2014, Tunjung chegou à final do Malaysia International na fase de qualificação, vencendo entre elas a primeira cabeça de chave Aprilia Yuswandari. Na fase final, ela foi derrotada por Chen Jiayuan em jogo direto. Em 2015, aos 16 anos, Tunjung tornou-se campeã no Singapore International, derrotando a favorita da casa Yeo Jia Min na final. Mais tarde, ela venceu o Indonesia International Challenge realizado em Surabaya.
Em 2016, Tunjung ganhou a medalha de prata no evento individual feminino no Campeonato Asiático Júnior. Tunjung abriu a temporada de 2017 chegando à final do BWF Grand Prix no Syed Modi International. Ela terminou como vice-campeã após sua derrota para a primeira semente e medalhista de prata olímpica de 2016, P. V. Sindhu. Ela também terminou como vice-campeã para Kisona Selvaduray na Indonesia International Series. Em agosto, Tunjung obteve medalhas de bronze nos eventos individuais e de equipe dos Jogos do Sudeste Asiático. Em outubro, Tunjung se torna a primeira indonésia em 25 anos a ganhar o título de simples feminino do Campeonato Mundial Júnior.
Apesar de ser uma campeã júnior, a carreira sênior de Tunjung foi bastante tumultuada. Em 2018, ela ganhou seu único título naquele ano no Aberto da Finlândia, derrotando sua compatriota Ruselli Hartawan na final. Ela obteve uma medalha de prata por equipes femininas nos Jogos do Sudeste Asiático de 2019, mas não ganhou as medalhas do evento individual, pois foi parada por Kisona Selvaduray nas quartas de final.
Tunjung se classificou para as Olimpíadas de Tóquio como a única representante indonésia em simples feminino. Sua estreia olímpica terminou nas oitavas de final com uma derrota contra Ratchanok Intanon. Ela fez parte da equipe indonésia para a Copa Sudirman de 2021. A Indonésia avançou para a fase eliminatória, mas perdeu nas quartas de final contra a Malásia. Mais tarde, ela competiu na adiada Uber Cup de 2020. Seus resultados nos torneios do BWF World Tour estavam longe do ideal, com saídas na segunda rodada na etapa europeia na Dinamarca, França, Alemanha e no torneio em casa Indonesia Masters, seguido por uma saída na primeira rodada no Indonesia Open.
Tunjung começou 2022 em alta como capitã da equipe feminina da Indonésia no Campeonato Asiático por Equipes , vencendo todas as suas partidas da fase de grupos e contribuindo para a vitória contra a Coreia do Sul na final. No entanto, sua luta em torneios individuais persistiu, e sua classificação caiu para 31 após sua eliminação na primeira rodada do Aberto da Indonésia. No segundo semestre de 2022, Tunjung conquistou o bronze no simples feminino nos Jogos do Sudeste Asiático de 2021 e obteve a prata no evento por equipes femininas. Ela então alcançou sua primeira final no evento BWF World Tour no Aberto da Austrália de 2022. Na final, ela perdeu para An Se-young em jogos diretos. Graças ao seu segundo lugar na Austrália, Tunjung chegou mais perto de se classificar para as finais do BWF World Tour de 2022 e se tornou oficialmente a primeira jogadora de simples feminina da Indonésia a se classificar para as finais do World Tour após a desistência de PV Sindhu abrir uma vaga para sua promoção. Ela terminou em quarto lugar na classificação do Grupo A com uma vitória contra Chen Yufei e derrotas contra An Se-young e Akane Yamaguchi.
Nos Jogos Olímpicos de Verão de 2024, em Paris, conquistou a medalha de bronze na disputa de simples feminino.